# 心中恋電脳
｢心中恋電脳(しんじゅうこいバーチャル)｣は､桂文珍の創作落語の一つである｡小拍子を｢パソコンのマウス｣に見立てるという､独特な表現で演じられる｡

## あらすじ
大阪在住の､とある男性は仕事でパソコンを使うのだが､パソコンのシャットダウンの仕方もわからないような機械音痴で､また残業代も出ないということで定時には帰宅し､また早めに帰宅しても妻子には｢あんたのいない時間が一番楽しいのよ｣と言われるほどの倦怠期な生活を送っていた｡　
そんな彼の唯一の楽しみは､ベランダを改造して造った自身の書斎でやる｢バーチャル･ワイフ｣というパソコンゲームであった｡このゲームは自分の理想の妻を作ることができるゲームで､男が作った女性もボディラインは完璧な和風女性という当然彼の理想の女性で名を｢お初｣とし､自身の名前も｢徳兵衛｣という､とある浄瑠璃の登場人物のようにしていた｡そんなゲームにはまっているため､男性はゲームを中断して風呂に向かう時は毎回浄瑠璃のマネばかりして､妻のマサコからも呆れられるような状態となっていた｡そんな夫を不審に思ったマサコは夫のパソコンを勝手に開き､このゲームを発見するや否や､このゲームが最近夫が冷たくなった原因だと悟り､風呂から上がって書斎に戻ってきた夫にゲームを捨てると言い放ち､そのまま眠りにつく｡
その後､真夜中に目が覚めてしまった夫はマサコがゲームの中の女性に嫉妬したことでまだマサコの中に自分への愛のカケラがは残っていることを知り安心し､二度寝して寝坊したらまずいのでしょうがなく徹夜で｢バーチャル･ワイフ｣をすることにする｡すると画面に出てきたお初は｢徳兵衛といつまでも結ばれそうにないので死んでしまいたい｣と言い出したため､男はパソコンの中の女性と心中することを決め､なんと次元の壁を突き破りパソコンの中のお初のもとへ行き､共に死に極楽浄土へ向かうことを約束し､まずはお初をひと思いに殺し､あとを追うように自分も命を絶とう･･･とするその時に､マサコに｢パソコンの前で寝たらダメだ｣と起こされてしまう｡夢の中で自殺し､極楽浄土でお初を探していた夫は目を開けたそこに､理想ではない実の妻マサコがいることに気づくや否や｢あぁ･･･ここは､地獄や･･･｣と言うのであった｡